# Ouattara Lagazane
Ouattara Lagazane (* 1963 in Bondoukou) ist ein ehemaliger ivorischer Leichtathlet, der 1992 mit der Staffel den olympischen Endlauf erreichte.
Bei den Olympischen Spielen 1992 schied er im 200-Meter-Lauf im Viertelfinale aus. Mit der ivorischen 4-mal-100-Meter-Staffel in der Besetzung Frank Waota, Jean-Olivier Zirignon, Gilles Bogui und Lagazane erreichte er das Finale und belegte in 39,31 s den achten Platz. Im Jahr darauf bei den Weltmeisterschaften 1993 gelang der Staffel in der Besetzung Lagazane, Zirignon, Waota und Ibrahim Méité erneut der Einzug in das Finale, sie belegte in 38,82 s den siebten Platz.
Lagazane siegte 1985 und 1986 bei den ivorischen Meisterschaften über 200 Meter, von 1988 bis 1996 gewann er neun weitere Titel in Folge. 1989, 1991 und 1993 gewann er auch den Titel über 100 Meter.
Bei einer Körpergröße von 1,77 m betrug Lagazanes Wettkampfgewicht 72 kg.